# Sárgagyűrűs bogáncscincér
A sárgagyűrűs bogáncscincér (Agapanthia dahli) a rovarok (Insecta) osztályába, bogarak (Coleoptera) rendjébe és cincérfélék (Cerambycidae) családjába tartozó faj. Egyike a hazai parlagfűfogyasztó rovaroknak.

## Elterjedése
A faj széles körben elterjedt, a palearktikum északnyugati területén, keleten Nyugat-Szibériáig, nyugaton Közép- és Dél-Európáig fordul elő.
Magyarországon általánosan elterjedt, gyakori.

## Megjelenése

### Imágó
Igen változatos megjelenésű faj. Karcsú test és hosszú csápok jellemzik, imágó hossza 12-21 mm között változik. Testének színezete fémfényű fekete, szárnyfedőit foltokba tömörült sárgás szőrzet teszi márványossá. Az előtor felső éle és a homlok sűrű sárga szőrzettel fedett. Csápízeit szürkésfehér, sűrű szőrzet teszi gyűrűssé.

### Pete
4,5 mm hosszú, ovális, színe citromsárga és narancssárga közötti átmenetbe hajló, opálos.

### Lárva
Lárvája 14–27 mm hosszúságú karcsú, hengeres, csontszínű, lábatlan pondró. Más cincérfajok lárváihoz képest igen mozgékony.

### Báb
Bábja 13–22 mm hosszúságú karcsú szabadbáb.

## Életmódja
A sárgagyűrűs bogáncscincér elsődleges tápnövényéről, az útszéli bogáncsról (Carduus acanthoides) kapta a nevét. A kifejlett egyedek leggyakrabban e növényen tartózkodnak. Rendkívül mozgékonyak, fény és meleg igényesek.

### Életciklusa
Az imágók május végén, június elején kelnek ki, az érési táplálkozás és párzás után a tápnövény szárába helyezik petéiket, mindig a szárral párhuzamosan mélyen a tápnövény bélállományába. A petékből 1 hét után kelnek ki, a mozgékony, gyorsan fejlődő lárvák. A pondrók kezdetben a tápnövény szárában felfelé, majd lefelé haladva felélik a növény bélállományát. A táplálkozást szeptember végén, október elején befejezik, ilyenkor már a szár alsó részében, a gyökérnyak felett készülnek az áttelelésre. A lárvák között igen nagy a táplálék-konkurencia, amennyiben egy szárban több példány is él, gyakorta előfordul a kannibalizmus, illetve más élősködő fajok lárváit is felfalják. Áttelelés után április végén, május elején bábozódnak.

### Tápnövényei
Legfőbb tápnövénye az útszéli bogáncs, de más fészkesvirágzatú növényen is megfigyelték. A napraforgó (Helianthus annus) károsításával gazdasági kárt is okozhat, azonban sok gyomnövényként ismert fészkesvirágú fajt károsítván tevékenysége hasznos is lehet. 2007-ben az ürömlevelű parlagfű (Ambrosia artemisiifolia) szárában is megtalálták lárváit, így egyike azon kevés hazai fajnak, amik esetlegesen felhasználhatók a parlagfű elleni biológiai védekezésben.
Egyéb tápnövényei:
- Carduus spp.
- szamárbogáncs (Onopordum acanthium)
- sáfrányos szeklice (Carthamus tinctorius)
- fehér üröm (Artemisia absinthium)
- Cirsium spp.
- közönséges bojtorján (Arctium lappa)
- keszeg saláta (Lactuca serriola)

## Kártétele
Magyarországon az 1980-as években jelentkezett először kártevőként, komoly károkat nem okoz, de az egykori Szovjetunióban és Romániában a napraforgó jelentős kártevőjeként tartják számon. Az imágók táplálkozásuk során 10–15 cm-es darabokat hámoznak le a napraforgó szárának epidermiszéről, amik később megbarnulnak. A nőstények eközben lyukakat fúrnak a napraforgó szárába és elhelyezik petéiket, amik felélik a napraforgó bélállományát. Egy szárban akár 8-10 lárva is előfordulhat, ilyen erős fertőzöttség esetén a szár eldőlhet, az enyhébb fertőzést kevéssé sínyli meg a növény, bár az olajtartalom mindenképp csökken.
Vegyszeres védekezésre a faj ellen általában nincs szükség, a napraforgóban betakarítás után végzett agrotechnikai műveletek (szárzúzás, szántás, stb.) elpusztítják a lárvákat, így ritkán jelennek meg nagy számban.
Magyarországtól keletre a sáfrányos szeklice kártevőjeként is számon tartják, de a növény magyarországi minimális vetésterülete miatt nem jelentős a kártétele.